# Cybebus grandis
Cybebus grandis är en orkidéart som beskrevs av Leslie Andrew Garay. Cybebus grandis ingår i släktet Cybebus, och familjen orkidéer. Inga underarter finns listade i Catalogue of Life.